# Debub Misraqawi
Debub Misraqawi (o Tigrè sud-orientale) è una delle zone amministrative in cui è suddivisa la Regione dei Tigrè in Etiopia.

## Woreda
La zona è composta da 8 woreda:
1. Degua Temben
2. Enderta
3. Hagere Selam town
4. Hintalo
5. Saharti
6. Samre
7. Wajirat